# Apogon phenax
Apogon phenax es una especie de pez de la familia de los apogónidos en el orden de los perciformes.

## Morfología
Los machos pueden llegar a alcanzar los 7,5 cm de longitud total.

## Distribución geográfica
Se encuentran en el Atlántico occidental: desde Florida (Estados Unidos) y las Bahamas hasta las Antillas y Curaçao.
1. ↑  AQUATAB.NET
2. 1 2  FishBase (en inglés)